# Kayan-Plumplori
Der Kayan-Plumplori (Nycticebus kayan) ist ein Feuchtnasenprimat der Gattung Plumploris, der auf der Insel Borneo verbreitet ist. N. kayan wurde erst Ende 2012 als eine eigenständige Art identifiziert. Er hat die für Säugetiere sehr ungewöhnliche Eigenschaft, einen giftigen Biss zu besitzen.

## Beschreibung
Der Kayan-Plumplori hat eine dunkle sehr kontrastreiche Gesichtsmaske mit schwarzen Ringen um die Augen. Die untersuchten Exemplare waren etwa 27 cm groß und wogen etwa 410 g. Die Gesichtsmaske ist über den Augen abgerundet oder zugespitzt mit deutlichen Kanten. Bei anderen Plumploris Borneos ist dieser Bereich nie zugespitzt und abgerundete Bereiche sind verschwommen oder zumindest ausgefranst. Verglichen mit dem Philippinen-Plumplori ist das Fell länger und flauschiger.
Wie andere Plumploris hat der Kayan-Plumplori einen rudimentären Schwanz, einen runden Kopf, kurze Ohren, einen Zahnkamm und eine bogenförmige Putzkralle, die für die Körperpflege verwendet wird. Der Kayan-Plumplori ist nachtaktiv und  lebt in kleinen Gruppen auf Bäumen. Ähnlich wie die Wasserspitzmaus oder der Schlitzrüssler hat der Kayan-Plumplori einen giftigen Biss und gehört damit zu den sehr seltenen Vertretern giftiger Säugetiere. Das Gift wird durch Lecken an einer Drüse am Arm aufgenommen und so mit dem Speichel vermischt. Das Gift kann Feinde abwehren und wird beim Groomen in das Fell der Jungtiere eingerieben. Wenn der Kayan-Plumplori angegriffen wird, leckt er sich seine Armdrüsen und bringt so seinen Feinden vergiftete Wunden bei. Die Plumploris sind wahrscheinlich selbst immun gegen das eigene Gift.

## Taxonomie und Verbreitung
Der Kayan-Plumplori wurde 2012 als eigenständige Art, die mit einer weiteren Plumploriart (N. menagensis) im zentralen und nördlichen Borneo (Sarawak, Sabah und Teile Kalimantans) sympatrisch vorkommt, beschrieben. Die Art wurde nach dem Kayan benannt, einem Fluss, der durch das Verbreitungsgebiet fließt.